# Diaethria peruviana
Diaethria peruviana är en fjärilsart som beskrevs av Achille Guenée 1872. Diaethria peruviana ingår i släktet Diaethria och familjen praktfjärilar. Inga underarter finns listade i Catalogue of Life.